# Order Nilu
Order Nilu (dial. egip. Kiladate El Nile, arab. Nishan al-Nil, نیشان النیل) – najwyższe egipskie odznaczenie państwowe ustanowione w 1915, pierwotnie nadawane za wybitne zasługi dla kraju, a obecnie za wybitne osiągnięcia dokonane w służbie publicznej.

## Historia i zasady nadawania
Order Nilu został ustanowiony w 1915 przez sułtana Husajna Kāmila w celu nagradzania poddanych władcy oraz cudzoziemców za wybitne zasługi dla Egiptu. 18 czerwca 1953 odznaczenie zostało zmodyfikowane przez władze Arabskiej Republiki Egiptu. Jest przyznawane przede wszystkim głowom państwa i szefom rządu w uznaniu wybitnych osiągnięć dokonanych w służbie publicznej. Prezydent Egiptu otrzymuje ex officio (z urzędu) Wielką Wstęgę Orderu z łańcuchem.
Podział na klasy:
- Wielka Wstęga (w st. wyższym z łańcuchem)
- Wielki Oficer
- Komandor
- Oficer
- Kawaler

Od końca drugiej połowy XX w. notuje się nadania jedynie Wielkiej Wstęgi Orderu z Łańcuchem, stąd też powstało przypuszczenie, że niższe stopnie odznaczenia mogły zostać zniesione. Brak jest jednak potwierdzających tę ewentualność wiarygodnych źródeł.

## Insygnia
Odznakę orderu (wzór sprzed 1953) stanowi gwiazda o pięciu emaliowanych na biało ramionach, która jest nałożona na wykonaną z pozłacanego srebra gwiazdę utworzoną przez dziesięć wiązek promieni. Na środku gwiazdy białoramiennej znajduje się – otoczony wąskim pierścieniem – medalion z niebieskoemaliowanym, arabskim napisem, który w polskim przekładzie oznacza: „Pomyślność Egiptu pochodzi z Nilu, źródła jego dobrobytu i szczęścia”. Odznaka jest zawieszona na stylizowanej koronie.
Odznaka łańcucha ma kształt medalionu ze złotą prostokątną płytą z dwoma postaciami, umieszczoną wewnątrz owalnego i emaliowanego na zielono okręgu, otoczonego zdobieniami ze złota w kształcie kwiatów, z ośmioma rubinami i dwoma turkusami.
Wstęga orderowa jest koloru ciemnoniebieskiego z umieszczonymi skrajnie, żółtymi paskami w niewielkiej odległości od brzegów. Wstążka klasy oficerskiej jest uzupełniona rozetką.
Odznaczenia dla Królestwa Egiptu były wytwarzane w kairskiej filii genewskiej firmy Lattes.